# Joe Pantoliano
Joseph Peter "Joe" Pantoliano, född 12 september 1951 i Hoboken, New Jersey, är en amerikansk skådespelare.

## Filmografi (i urval)
- 1979 – From Here to Eternity (TV-film)
- 1980 – Idolmaker
- 1982 – Monsignor
- 1983 – The Final Terror
- 1983 – Föräldrafritt
- 1983 – Eddie and the Cruisers
- 1985 – Goonies – Dödskallegänget
- 1985 – The Mean Season
- 1986 – Skjut inte på min kompis
- 1987 – Amazon Women on the Moon
- 1987 – Solens rike
- 1987 – La Bamba
- 1988 – The In Crowd
- 1988 – Midnight Run
- 1989 – Operation nollpunkten (TV-film)
- 1990 – Downtown
- 1990 – The Last of the Finest
- 1990 – El Diablo
- 1990 – Short Town
- 1990 – Backstreet Dreams
- 1991 – Zandalee
- 1991 – One Special Victory (TV-film)
- 1992 – Through the Eyes of a Killer (TV-film)
- 1992 – Ge kärleken en chans
- 1993 – Three of Hearts
- 1993 – Hurra! Jag är kidnappad
- 1993 – Jagad
- 1993 – Vad pojkar vill ha
- 1994 – Teresa's Tattoo
- 1994 – Dolda begär (TV-film)
- 1994 – Baby på vift
- 1994-1995 - Beethoven
- 1995 – Sista ordet
- 1995 – Steal Big, Steal Little
- 1995 – Bad Boys
- 1995 – Congo
- 1995 – The Immortals
- 1996 – The Flight of the Dove
- 1996 – Bound
- 1996 – 87th Precinct: Ice (TV-film)
- 1997 – Inkräktaren (TV-film)
- 1997 – Top of the World
- 1997 – Tinseltown
- 1998 – U.S. Marshals
- 1998 – Hoods
- 1999 – Matrix
- 1999 -  The Outer Limits, avsnitt Alien Radio (gästroll i TV-serie)
- 1999 – New Blood
- 1999 – The Life Before This
- 1999 – Black and White
- 2000 – Memento
- 2000 – Ready To Rumble
- 2001 – Som hund och katt (röst)
- 2001-2004 - Sopranos (TV-serie)
- 2002 – Pluto Nash
- 2003 – Daredevil
- 2003 – Bad Boys II
- 2006 – Larry the Cable Guy: Health Inspector
- 2006 – Deceit
- 2006 - The Simpsons, avsnitt The Mook, the Chef, the Wife and Her Homer (gäströst i TV-serie)
- 2006 – Wedding Daze
- 2010 – Percy Jackson och kampen om åskviggen
- 2020 – Bad Boys for Life

## Datorspel
- 2001 - Grand Theft Auto III (röst i dataspel)
- 2013 - Call of Duty: Black Ops 2